# 大阪府立だいせん聴覚高等支援学校
大阪府立だいせん聴覚高等支援学校（おおさかふりつ だいせんちょうかくこうとうしえんがっこう）は、大阪府堺市堺区大仙町にある特別支援学校。

## 概要
聴覚障害のある生徒が学ぶ高等部単独の学校。従来の大阪府立生野高等聾学校（大阪市生野区）と、大阪府立堺聾学校高等部（堺市北区）の2校を統合し、旧大阪府立白菊高等学校の跡地に2006年に開校した。
本科と専攻科を設置し、本科には普通科のほか職業系の3学科（工業テクノロジー科、情報コミュニケーション科、ライフ・サポート科）、および重複障害学級が設置されている。職業系3学科にはそれぞれ専攻科も併設されている。

## 沿革
- 2006年4月1日 - 「大阪府立だいせん高等聾学校」として開校。生野高等聾学校・堺聾学校高等部の在校生はだいせん高等聾学校に転学となる。
- 2008年4月1日 - 大阪府条例の改正により、大阪府立だいせん聴覚高等支援学校へ改称。

## 通学区域
普通科は、かつて学区が設定され、大阪市・守口市を除く府内全域が通学区域となっていた。（ただし、大阪市9行政区および守口市については、大阪府立中央聴覚支援学校との調整区域として通学も可能となっていた。）2020年度入学生より普通科においても、学区が撤廃された。
専門学科には学区の指定がなく、府内全域から出願できる。

## 交通
- 南海バス 永山園バス停、賑町バス停。
- 南海高野線・阪和線 三国ヶ丘駅 西へ約1.2km。